# Tancredi (Rossini)
Tancredi è un'opera lirica musicata da Gioachino Rossini su libretto in due atti di Gaetano Rossi tratto dalla tragedia omonima di Voltaire (1760).
La prima ebbe luogo con successo il 6 febbraio 1813 al Teatro la Fenice di Venezia con Adelaide Malanotte ed Elisabetta Manfredini (anche se con il problema dell'indisposizione sia della Melanotte che interpretava Tancredi, sia della Manfredini che era Amenaide: così la recita si interruppe a metà dell'atto II e l'opera completa si ascoltò ancora con successo solo l'11 febbraio).

## Versioni e fortuna
Tancredi venne composto alla villa Pliniana sul lago di Como, e come altre opere rossiniane occupò il musicista per un tempo brevissimo (tre mesi e mezzo o addirittura tre giorni secondo la tradizione).
Una nuova versione, con finale tragico anziché lieto, andò in scena al Teatro comunale di Ferrara il 21 marzo 1813 con Marco Bordogni. I versi del nuovo finale furono scritti dal conte Luigi Lechi. Per l'occasione Rossini apportò alcuni cambiamenti al piano originario dell'opera, spostando, sopprimendo o sostituendo alcuni Numeri, ma il pubblico non gradì il nuovo finale.
Infine, il 18 dicembre dello stesso anno, l'opera fu rappresentata per l'inaugurazione del Teatro Re di Milano, in una terza e definitiva versione, nella quale Rossini ripristinò il lieto fine e inserì tre nuovi pezzi. In questa forma l'opera divenne per un certo periodo una delle più popolari, rappresentata in tutti i teatri d'Italia. Stendhal la considerava l'opera migliore di Rossini.
Verso la metà dell'Ottocento, con l'affermarsi di un nuovo gusto, Tancredi scomparve quasi completamente dalle scene. Sopravvisse solo la cabaletta "Di tanti palpiti", anche nella forma della parafrasi o della variazione strumentale.
A partire da una storica ripresa al Maggio Musicale Fiorentino nel 1952, Tancredi è gradualmente tornata ad affacciarsi sui più prestigiosi palcoscenici operistici e oggi è considerata tra i lavori più ispirati ed equilibrati del Rossini serio.
Il manoscritto è conservato presso il Museo teatrale alla Scala di Milano.

## Cast della prima assoluta
| Ruolo     | Registro vocale | Interpreti della prima assoluta (Venezia, Carnevale 1813) | Interpreti della seconda versione (Ferrara, Quaresima 1813) |
| --------- | --------------- | --------------------------------------------------------- | ----------------------------------------------------------- |
| Argirio   | tenore          | Piero Todran                                              | Piero Todran                                                |
| Tancredi  | contralto       | Adelaide Malanotte                                        | Adelaide Malanotte                                          |
| Amenaìde  | soprano         | Elisabetta Manfredini                                     | Francesca Riccardi Paer                                     |
| Isaura    | mezzosoprano    | Teresa Marchesi                                           | Clementina Veglia                                           |
| Orbazzano | basso           | Luciano Bianchi                                           | Natale Veglia                                               |
| Roggiero  | mezzosoprano    | Carolina Sivelli                                          | Teresa Fontana                                              |

## Trama

### Antefatto
Siamo a Siracusa, nel 1005, durante le lotte tra saraceni, bizantini e siciliani. La città mantiene la sua indipendenza, anche se è devastata dalle lotte intestine tra le famiglie di Argirio e Orbazzano. Il nobile Tancredi, amante della figlia di Argirio, Amenaide, viene esiliato perché ritenuto fedele a Bisanzio.

### Atto I
Argirio, per fare pace con l'antico nemico Orbazzano, gli promette in sposa la figlia Amenaide, che però ama ancora Tancredi, ed è oggetto delle mire di Solamir, il nemico saraceno; egli infatti l'ha chiesta in sposa, ma Argirio la offre ad Orbazzano. Amenaide intanto ha scritto una lettera a Tancredi per farlo tornare; una lettera mai giunta a destinazione.
Tancredi ritorna, credendo Amenaide ancora fedele; lei tenta di opporsi alle nozze, incontrando l'ira del padre, e cerca di far partire l'amato, ma Orbazzano mostra a tutti la lettera di Amenaide, che si crede rivolta a Solamir. Amenaide non svela la verità per non tradire Tancredi e viene arrestata.

### Atto II
Argirio è combattuto tra ragion di stato e amore paterno, ma è costretto comunque a condannare la figlia. Allora si presenta un cavaliere sconosciuto (Tancredi) che difende Amenaide, e chiede un duello con Orbazzano per liberarla. Orbazzano viene sconfitto e ucciso, e così Amenaide è libera; ma Tancredi la crede ancora spergiura.
Intanto i saraceni minacciano i siracusani, se Amenaide non sarà offerta sposa a Solamir, Siracusa verrà distrutta. Tancredi decide di combattere contro di loro per liberare la città, e le truppe infatti vincono. Argirio svela la verità a Tancredi, che torna da Amenaide, chiedendo scusa. L'opera si conclude col giubilo generale.
(Finale della versione di Ferrara: purtroppo, ferito in battaglia, Tancredi muore, ma spira, comunque, felice di sapere di essere amato sia da Amenaide che dalla sua città, grata per la vittoria).

## Struttura dell'opera
- Sinfonia

### Atto I
- 1 Introduzione Pace, onore, fede, amore (Coro, Isaura, Argirio, Orbazzano)
- 2 Coro e Cavatina Più dolci e placide - Come dolce all'alma mia (Amenaide)
- 3 Recitativo e Cavatina Oh patria! - Di tanti palpiti (Tancredi)
- 4 Recitativo e Aria Pensa che sei mia figlia (Argirio)
- 5 Recitativo e Duetto L'aura che intorno spiri (Amenaide, Tancredi)
- 6 Coro Amori, scendete
- 7 Finale I Ciel, che intesi! (Argirio, Amenaide, Tancredi, Orbazzano, Isaura, Roggiero, Coro)

### Atto II
- 8 Recitativo e Aria Ah segnar invan io tento (Argirio)
- 9 Aria Tu che i miseri conforti (Isaura)
- 10 Scena e Cavatina No, che il morir non è (Amenaide)
- 11 Recitativo e Duetto Ah, se de' mali miei (Argirio, Tancredi)
- 12 Recitativo e Aria Giusto Dio, che umile adoro (Amenaide, Coro)
- 13 Coro Plaudite, o popoli
- 14 Recitativo e Duetto Fiero incontro! (Tancredi, Amenaide)
- 15 Aria Torni alfin ridente (Roggiero)
- 16 Scena e Cavatina Ah, che scordar non so (Tancredi)
- 17 Finale II Fra quei soavi palpiti (Amenaide, Argirio, Tancredi, Isaura, Roggiero, Coro)

## Brani famosi
- Sinfonia
- Più dolci e placide - spirano l'aure, coro (atto I)
- Tu che accendi questo core [...] Di tanti palpiti, cavatina di Tancredi (atto I)
- L'aura che intorno spiri duetto (atto I)
- Ah! segnar invan io tento, aria di Argirio (atto II)
- Giusto Dio che umile adoro, preghiera di Amenaide (atto II)
- Fiero incontro [...] Lasciami, non t'ascolto, duetto di Tancredi e Amenaide (atto II)
- Perché turbar la calma aria di Tancredi (atto II)

## Incisioni discografiche
| Anno | Cast (Tancredi, Amenaìde, Argirio, Orbazzano)                            | Direttore          | Etichetta              |
| ---- | ------------------------------------------------------------------------ | ------------------ | ---------------------- |
| 1978 | Fiorenza Cossotto, Lella Cuberli, Werner Hollweg, Nikola Gjuzelev        | Gabriele Ferro     | Warner Fonit           |
| 1983 | Marilyn Horne, Lella Cuberli, Ernesto Palacio, Nicola Zaccaria           | Ralph Weikert      | Fonit Cetra            |
| 1995 | Vesselina Kasarova, Eva Mei, Ramón Vargas, Harry Peeters                 | Roberto Abbado     | RCA                    |
|      | Ewa Podleś, Sumi Jo, Stanford Olsen, Pietro Spagnoli                     | Alberto Zedda      | Naxos Records          |
| 1999 | Daniela Barcellona, Darina Takova, Giuseppe Filianoti, Simone Alberghini | Gianluigi Gelmetti | Rossini Opera Festival |

## Video
| Anno | Cast (Tancredi, Amenaìde, Argirio, Orbazzano)                               | Direttore          | Etichetta     |
| ---- | --------------------------------------------------------------------------- | ------------------ | ------------- |
| 1992 | Bernadette Manca di Nissa, Maria Bayo, Raúl Giménez, Ildebrando D'Arcangelo | Gianluigi Gelmetti | Pioneer       |
| 2003 | Daniela Barcellona, Mariola Cantarero, Charles Workman, Nicola Ulivieri     | Paolo Arrivabeni   | Kicco Classic |
| 2005 | Daniela Barcellona, Darina Takova, Raúl Giménez, Marco Spotti               | Riccardo Frizza    | TDK           |